# 埼玉県立八潮高等学校
埼玉県立八潮高等学校（さいたまけんりつやしおこうとうがっこう）は埼玉県八潮市鶴ケ曽根に所在する公立の高等学校。学校の通称は八高。

## 設置学科
- 全日制課程普通科
  - 普通コース
  - 体育コース

## 沿革
- 2023年−令和5年度をもって募集停止[1]。
- 2026年−埼玉県立八潮南高等学校と統合する（予定）。

## 制服
現在の制服は平成11年度に採用された。
女子の冬服はグレーを基調としたブレザーで、夏服はセーラー服風。
男子はグレーの学ランである。

## 交通
- 東武伊勢崎線草加駅より、東武バス草加13系統にて「八潮高校入口」下車。
- 首都圏新都市鉄道つくばエクスプレス八潮駅より自転車15分

## 著名な出身者
- 井上桃太 - 漫画家
- 大竹洋平[2] - サッカー選手（FC東京→湘南ベルマーレ→ファジアーノ岡山）
- 関口幸三 - 柔道選手
- アブドラ・バラ - 野球選手、2015年アジア野球選手権大会パキスタン代表